# The Elder Scrolls III: Tribunal
The Elder Scrolls III: Tribunal é a primeira expansão para o terceiro jogo da saga de RPG The Elder Scrolls III: Morrowind. Foi anunciado em 2 de setembro de 2002 e estava programado para ser lançado apenas para PC. Ele finalmente foi lançado, com pouco entusiasmo dos fãs da série, em 06 de novembro de 2002.

## Enredo
Tribunal coloca o jogador na cidade cercada de Mournhold, um enclave na capital da província de Morrowind Almalexia. Essa nova cidade não está ligada à massa de terra de Morrowind, Vvardenfell, e o jogador deve teleportar-se para ela. A história continua a trama das divindades do Tribunal.

## Novidades
Interface Melhorada (especificamente, uma revisão das aventuras diárias de Morrowind) estão entre as principais novidades do lançamento do Tribunal. A nova ordem permite que o jogador realize individualmente tarefas diárias, reduzindo assim a confusão causada por ter que pesquisar cada missão no jornal em um fluxo único ordenado cronologicamente. Os analistas que testaram as mudanças do jogo o receberam bem, apesar de algumas críticas à execução incompleta do sistema, e outros disseram que o sistema continua a ser "um pouco difícil de utilizar".
A expansão também inclui uma nova cidade, Mournhold, que só é acessível por teletransporte. Além disso, o jogo apresenta novas armas, armaduras, itens, NPCs, animais de estimação, inimigos e a possibilidade de contratar mercenários para ajudar em batalha.
A principal motivação para produzir uma expansão do jogo original foi o lançamento bem sucedido de Morrowind e um sentimento geral de que os jogos da série The Elder Scrolls são experiências contínuas, que merecem novas coisas para manter seus jogadores cativados. O desenvolvimento começou imediatamente após o ingresso de Morrowind no mercado, dando aos desenvolvedores apenas cinco meses para desenvolver a expansão do jogo, uma série de evolução muito rápida como jamais vista na indústria. A existência prévia do TES Construction Set, no entanto, contribuiu para a rapidez do desenvolvimento pois a equipe "já tinha as ferramentas para adicionar conteúdos e funcionalidades muito rapidamente."

## Recepção
A análise de Tribunal foi positiva, embora em menor grau do que no caso de Morrowind. Sites como Metacritic e Game Rankings deram avaliações favoráveis para a expansão: Metacritic, uma pontuação de 80/100, Game Rankings, uma pontuação de 82/100.